# ペルージャ
ペルージャ（伊: Perugia ( 音声ファイル)）は、イタリア共和国中部にある都市であり、人口約160,000人の基礎自治体（コムーネ）。ウンブリア州の州都であり、ペルージャ県の県都である。
1308年設立のペルージャ大学を擁する大学町である。付近にはアッシジがある。

## 地理

### 位置・広がり
ペルージャ県中部に位置する。アレッツォから南東へ約57km、テルニから北北西へ約64km、シエーナから東南東へ約89km、フィレンツェから南西へ117km、首都ローマから北へ約135kmの距離にある。東南東約19kmにアッシジがある。市域中央部にはテヴェレ川が流れる。

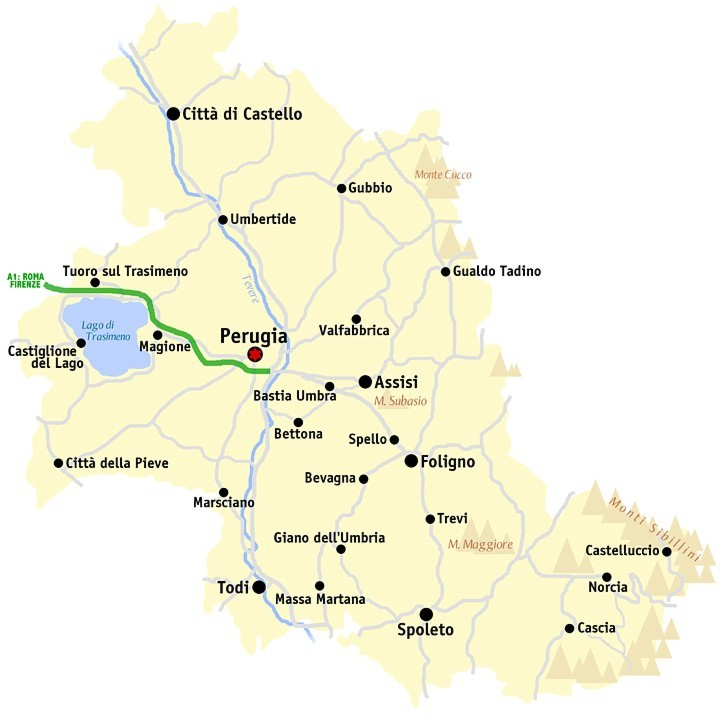
ペルージャ県概略図

#### 隣接コムーネ
隣接するコムーネは以下の通り。
- ウンベルティデ - 北
- グッビオ - 北東
- ヴァルファッブリカ - 北東
- アッシージ - 東
- バスティーア・ウンブラ - 東
- トルジャーノ - 南東
- デルータ - 南
- マルシャーノ - 南
- ピエガーロ - 南西
- パニカーレ - 西
- コルチャーノ - 西
- マジョーネ - 西

### 市街
市域はフェッロヴィーエ・デッロ・スタートのペルージャ駅周辺と、城壁の内部（ペルージャ大学やバスターミナルがある）などから成る。
- ペルージャ駅とヴィットリオ・ヴェネト広場
- 旧市街
- 空撮画像

### 気候
ペルージャはイタリアの中央部に位置しているが、北イタリアの大部分と同じように温暖湿潤気候である。この地域の気候は高い数値と低い数値の隔たりが穏やかで、年間を通じて十分な降水量がある。
| ペルージャ (1971–2000, 極地 1967–)の気候          | ペルージャ (1971–2000, 極地 1967–)の気候 | ペルージャ (1971–2000, 極地 1967–)の気候 | ペルージャ (1971–2000, 極地 1967–)の気候 | ペルージャ (1971–2000, 極地 1967–)の気候 | ペルージャ (1971–2000, 極地 1967–)の気候 | ペルージャ (1971–2000, 極地 1967–)の気候 | ペルージャ (1971–2000, 極地 1967–)の気候 | ペルージャ (1971–2000, 極地 1967–)の気候 | ペルージャ (1971–2000, 極地 1967–)の気候 | ペルージャ (1971–2000, 極地 1967–)の気候 | ペルージャ (1971–2000, 極地 1967–)の気候 | ペルージャ (1971–2000, 極地 1967–)の気候 | ペルージャ (1971–2000, 極地 1967–)の気候 |
| 月                                                | 1月                                      | 2月                                      | 3月                                      | 4月                                      | 5月                                      | 6月                                      | 7月                                      | 8月                                      | 9月                                      | 10月                                     | 11月                                     | 12月                                     | 年                                       |
| ------------------------------------------------- | ---------------------------------------- | ---------------------------------------- | ---------------------------------------- | ---------------------------------------- | ---------------------------------------- | ---------------------------------------- | ---------------------------------------- | ---------------------------------------- | ---------------------------------------- | ---------------------------------------- | ---------------------------------------- | ---------------------------------------- | ---------------------------------------- |
| 最高気温記録 °C （°F）                            | 17.3 (63.1)                              | 21.7 (71.1)                              | 25.6 (78.1)                              | 29.7 (85.5)                              | 35.0 (95)                                | 37.5 (99.5)                              | 39.6 (103.3)                             | 38.9 (102)                               | 35.3 (95.5)                              | 30.2 (86.4)                              | 24.0 (75.2)                              | 19.3 (66.7)                              | 39.6 (103.3)                             |
| 平均最高気温 °C （°F）                            | 8.9 (48)                                 | 10.9 (51.6)                              | 14.1 (57.4)                              | 16.8 (62.2)                              | 22.1 (71.8)                              | 26.1 (79)                                | 30.0 (86)                                | 30.0 (86)                                | 25.5 (77.9)                              | 19.7 (67.5)                              | 13.3 (55.9)                              | 9.3 (48.7)                               | 18.9 (66)                                |
| 日平均気温 °C （°F）                              | 4.8 (40.6)                               | 6.0 (42.8)                               | 8.4 (47.1)                               | 11.0 (51.8)                              | 15.7 (60.3)                              | 19.4 (66.9)                              | 22.6 (72.7)                              | 22.8 (73)                                | 19.2 (66.6)                              | 14.4 (57.9)                              | 8.9 (48)                                 | 5.5 (41.9)                               | 13.2 (55.8)                              |
| 平均最低気温 °C （°F）                            | 0.6 (33.1)                               | 1.1 (34)                                 | 2.6 (36.7)                               | 5.1 (41.2)                               | 9.3 (48.7)                               | 12.6 (54.7)                              | 15.2 (59.4)                              | 15.6 (60.1)                              | 12.8 (55)                                | 9.1 (48.4)                               | 4.4 (39.9)                               | 1.8 (35.2)                               | 7.5 (45.5)                               |
| 最低気温記録 °C （°F）                            | −15.8 (3.6)                              | −17.0 (1.4)                              | −8.3 (17.1)                              | −5.0 (23)                                | −1.9 (28.6)                              | 5.2 (41.4)                               | 6.9 (44.4)                               | 6.0 (42.8)                               | 3.6 (38.5)                               | −1.4 (29.5)                              | −8.2 (17.2)                              | −14.8 (5.4)                              | −17.0 (1.4)                              |
| 降水量 mm （inch）                                | 52.7 (2.075)                             | 56.8 (2.236)                             | 54.0 (2.126)                             | 72.0 (2.835)                             | 75.6 (2.976)                             | 69.9 (2.752)                             | 37.4 (1.472)                             | 49.7 (1.957)                             | 87.6 (3.449)                             | 85.7 (3.374)                             | 94.7 (3.728)                             | 68.4 (2.693)                             | 804.5 (31.673)                           |
| 平均降水日数 （≥1.0 mm）                          | 7.1                                      | 7.1                                      | 7.0                                      | 8.7                                      | 8.4                                      | 7.1                                      | 4.7                                      | 4.9                                      | 6.5                                      | 7.7                                      | 8.4                                      | 7.8                                      | 85.4                                     |
| % 湿度                                            | 83                                       | 77                                       | 73                                       | 74                                       | 74                                       | 71                                       | 68                                       | 69                                       | 71                                       | 76                                       | 82                                       | 85                                       | 75                                       |
| 出典：Servizio Meteorologico (humidity 1968–1990) |                                          |                                          |                                          |                                          |                                          |                                          |                                          |                                          |                                          |                                          |                                          |                                          |                                          |

### 気候分類・地震分類
ペルージャにおけるイタリアの気候分類 (it) および度日は、zona E, 2289 GGである。
また、イタリアの地震リスク階級 (it) では、zona 2 (sismicità media) に分類される。

## 歴史
ペルージャはウンブリ人の居住区であったが、最初に文献に登場したのは、エトルリア人の12の連合市の一つである「ペルシア」（ラテン語: Perusia）としてである。
紀元前216年と205年に、ローマの援軍として第二次ポエニ戦争に加わった。
紀元前41年、en:Battle of Perugia。
ランゴバルド人の時代、ペルージャはトゥーシアの主要都市の一つと呼ばれていた。9世紀、ペルージャは教皇に屈服し、カール大帝とルートヴィヒ1世もこれに合意した。しかし11世紀までに、コムーネは自治を主張し、その後何世紀もの間、ペルージャは独立状態を維持した。その間、シエナ、アッシジ、アレッツォ、フォリーニョなどの近隣諸国と、何度も戦争状態となった。
1797年、フランス軍に占領された。1789年2月4日、ペルージャを首都とし、フランスの三色旗を国旗とするティベリーナ共和国が誕生。1799年にローマ共和国に併合される。
ウィーン会議により1860年まで再び教皇領に属し、その間の1832、1838、1854年に、ペルージャを地震が襲った。

## 行政

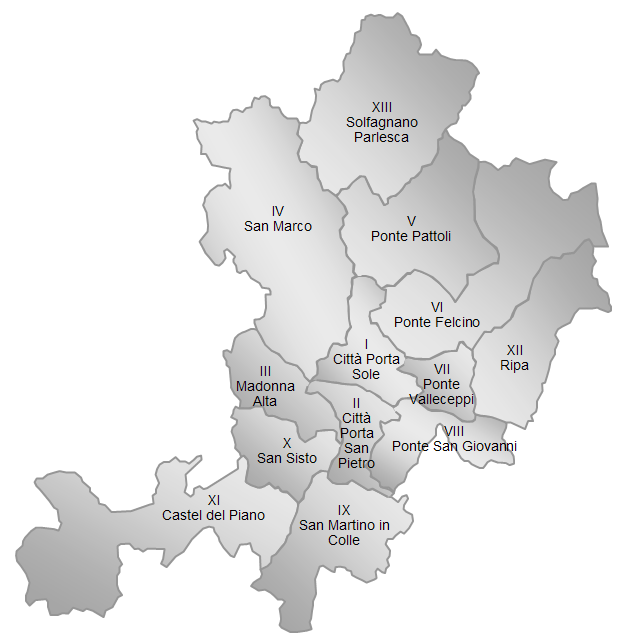
ペルージャ市の行政区 (circoscrizioni)

### 分離集落
ペルージャには以下の分離集落（フラツィオーネ）がある。
- Bagnaia, Bosco, Capanne, Castel del Piano, Cenerente, Città della Domenica, Civitella Benazzone, Colle Umberto I, Collestrada, Colombella, Ellera, Ferro di Cavallo, Fontignano, Fratticiola Selvatica, La Bruna, La Cinella, Lacugnano, Migiana di Monte Tezio, Monte Corneo, Monte Petriolo, Montebello, Mugnano, Olmo, Parlesca, Pianello, Piccione, Pila, Pilonico Materno, Poggio della Pietra, Poggio delle Corti, Ponte Felcino, Ponte Pattoli, Ponte Rio, Ponte San Giovanni, Ponte Valleceppi, Prepo, Pretola, Ramazzano, Rancolfo, Ripa, Sant'Andrea delle Fratte, Sant'Egidio, Sant'Enea, San Fortunato della Collina, San Giovanni del Pantano, Santa Lucia, San Marco, Santa Maria Rossa, San Martino in Campo, San Martino in Colle, San Sisto, Solfagnano, Villa Pitignano

## 経済
ペルージャは、チョコレートで有名である。これは当地に本社を置き、Baciというチョコレートを広く輸出しているペルジーナ社に拠るところが大きい。ペルージャのチョコレートはイタリアで大変人気があり、毎年10月に、街ではユーロチョコレート・フェスティバル（Festa del Cioccolato, Eurochocolate）が開催される。

## 人口
2007年の人口は163,287人で、その47.7%が男性、52.3%が女性であった。 未成年者（18歳以下の子供）が16.41％で、一方の年金生活者は21.51％であった。イタリアの平均は、未成年者が18.06％、年金生活者は19.94％であった。ペルージャの住民の平均年齢は44歳で、イタリアの平均年齢は42歳である。2002年から2007年までの5年間で、ペルージャの人口は7.86％増加した。一方、イタリア全体では3.85％の増加であった。
2006年時点で、人口の90.84%はイタリア人で、欧州の他国から来た住民が3.93%（特にアルバニア、ルーマニアが多い）、アメリカ人が2.01%、北アフリカが1.3%であった。大多数の住民がローマ・カトリックを信仰している。

## スポーツ
- ペルージャ・カルチョ（ACペルージャから改称） - サッカークラブチーム。かつて中田英寿が所属。
- ペルージャ・バレー - バレーボールクラブチーム。
- シル・サフェーティ・ペルージャ - バレーボールクラブチーム。
- コローニ・レーシング SRL - レーシングチーム。1987年から1991年の5シーズン、フォーミュラ1に参戦した[11]。

## 交通

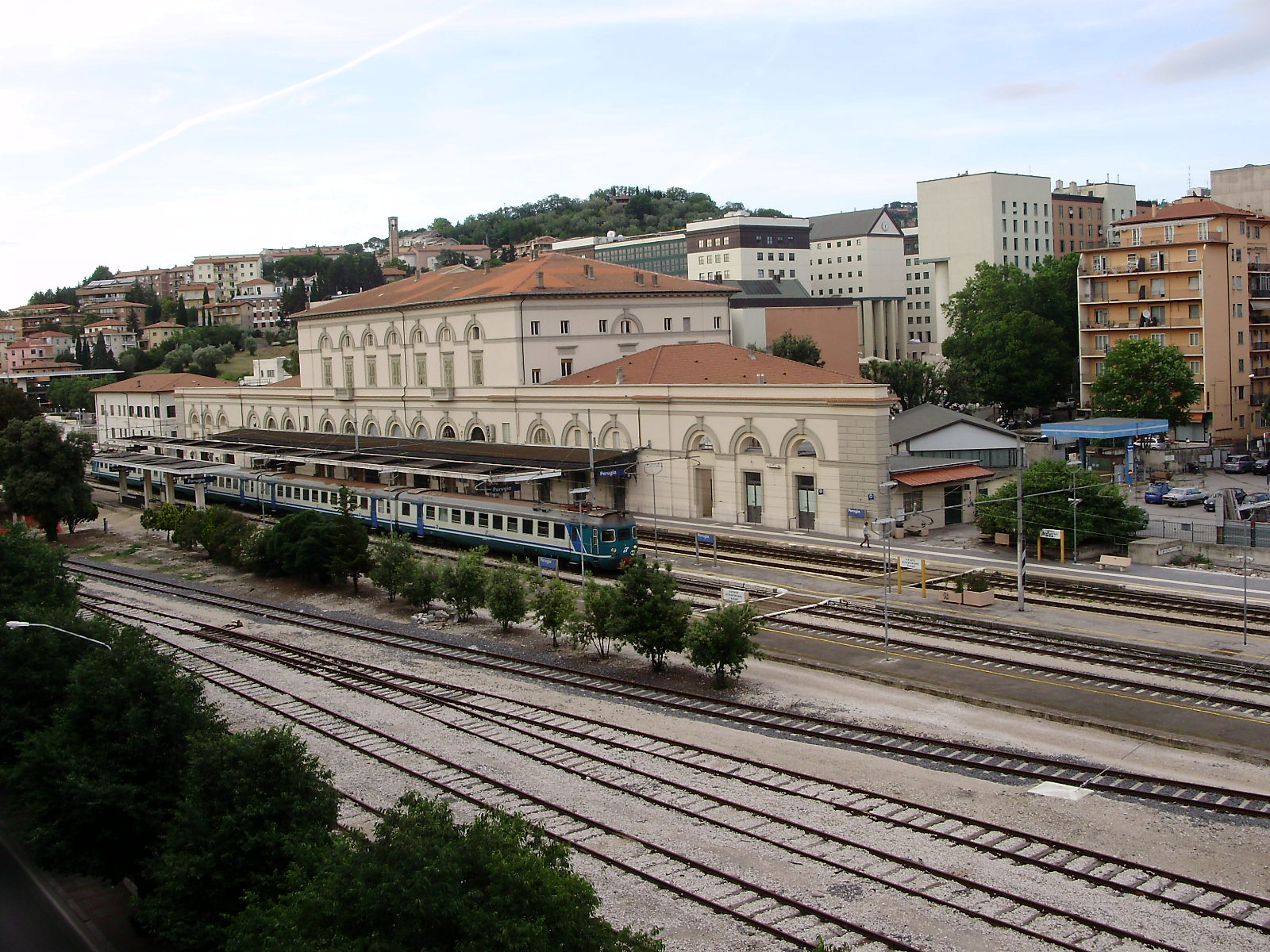
ペルージャ駅

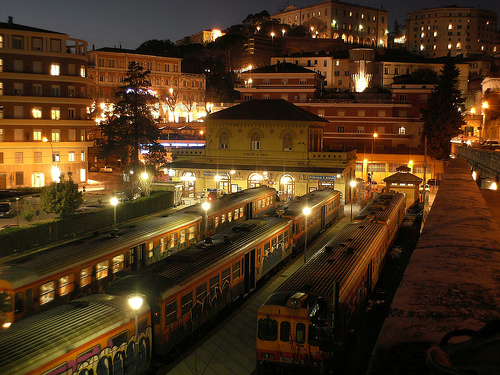
サンタンナ駅

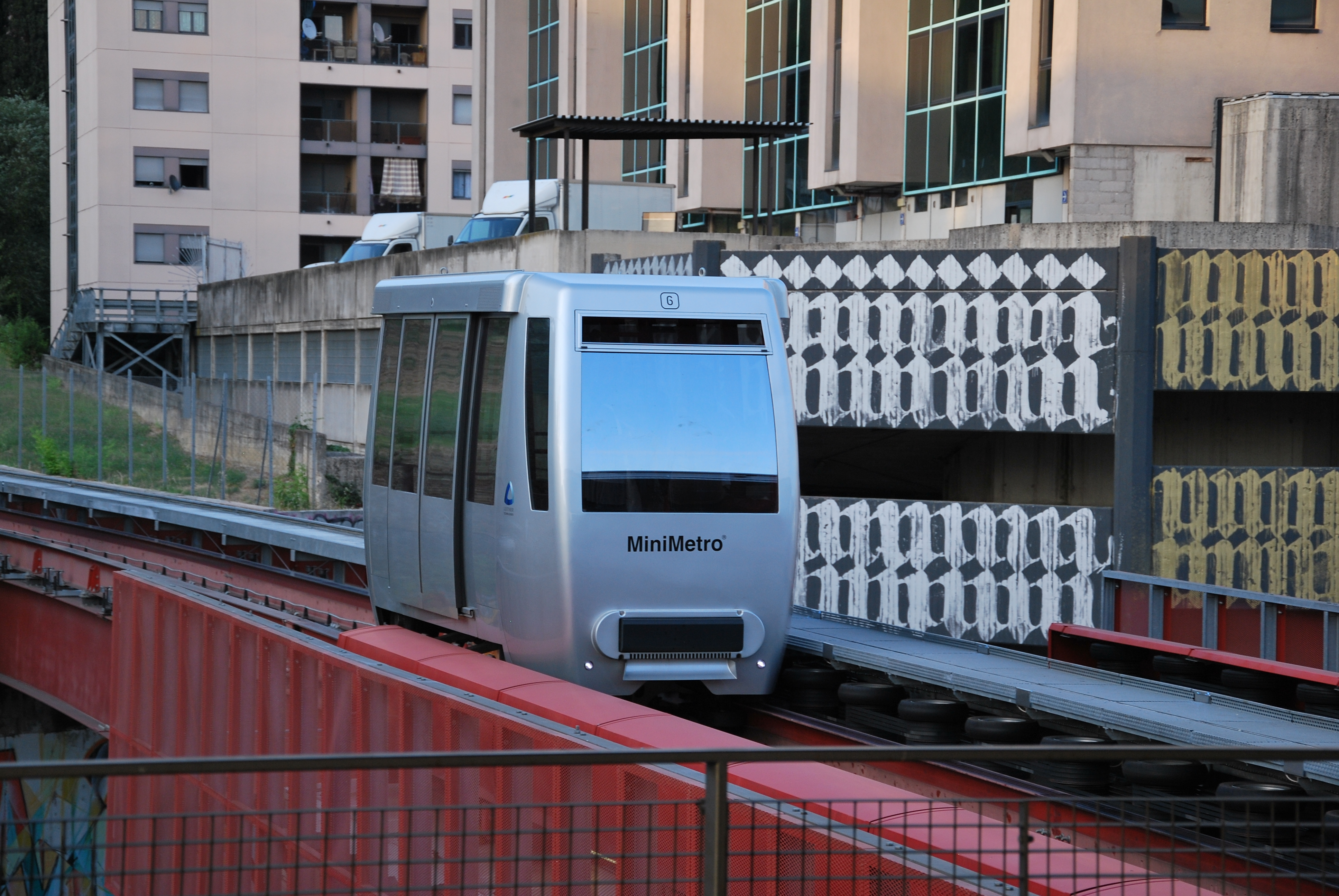
ミニメトロ

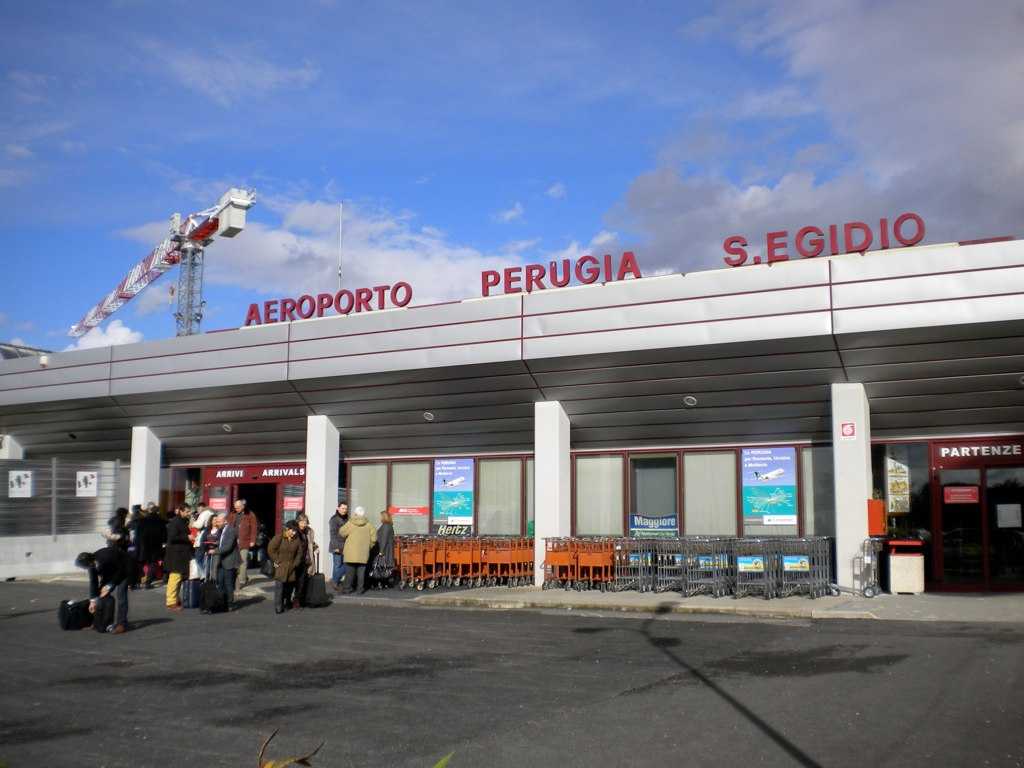
ペルージャ空港

### 道路
高速道路
- RA06 (it:Raccordo autostradale 6)

高規格道路 (it:Superstrada) 
- SS3bis (it:Strada statale 3 bis Tiberina)
- SS75 (it:Strada statale 75 Centrale Umbra)
- SS318 (it:Strada statale 318 di Valfabbrica)

国道・州道
- SR220 (it:Strada statale 220 Pievaiola)
- SR317 (it:Strada statale 317 Marscianese)

### 鉄道
- トレニタリア (FS)
  - フォリーニョ＝テロントラ線 (it) 
    - シルヴェストリーニ駅 (it)  - カピターニ駅 (it)  - ペルージャ大学駅 (ie)  - ペルージャ駅 (it)  - ポンテ・サン・ジョヴァンニ駅 (it)

- ウンブリア・モビリタ (it:Umbria Mobilità) 
  - チェントラーレ・ウンブラ線 (it:Ferrovia Centrale Umbra) 
    - Solfagnano-Parlesca - San Bartolomeo-Resina - Ponte Pattoli-Civitella Benazzone - Ramazzano - Villa Pitignano - Ponte Felcino - Pretola - ポンテ・サン・ジョヴァンニ駅 - Balanzano - San Martino in Campo
    - ペルージャ・サンタンナ駅 (it) 　- パッロッタ駅 (it)  - ピシッレ駅 (it)  - ポンテ・サン・ジョヴァンニ駅

市域を東西にフォリーニョ＝テロントラ線、南北にチェントラーレ・ウンブラ線が走る。フォリーニョ＝テロントラ線は西にテロントラ（トスカーナ州アレッツォ県コルトーナ市）、東にアッシジを経由してフォリーニョを結ぶが市域を東西に走る。チェントラーレ・ウンブラ線は北にサンセポルクロ（アレッツォ県）、南にテルニを結ぶ。両路線はポンテ・サン・ジョヴァンニ駅で接続する。また、ポンテ・サン・ジョヴァンニ駅からはチェントラーレ・ウンブラ線のペルージャ・サンタンナ駅への支線が出ている。
このほか、市内にはミニメトロ（ピープルムーバー） (it:Minimetrò) が走っている。

### 空港
アッシジとの市境にペルージャ空港 (it:Aeroporto di Perugia) がある。

## 人物

### 著名な出身者
- ピントゥリッキオ - ルネサンス期の画家
- ガレアッツォ・アレッシ - 16世紀の建築家

## 姉妹都市
- エクス＝アン＝プロヴァンス（フランス共和国）
- ブラチスラヴァ（スロバキア共和国）
- グランドラピッズ（アメリカ合衆国ミシガン州）
- ポツダム（ドイツ連邦共和国）
- シアトル（アメリカ合衆国ワシントン州）
- テュービンゲン（ドイツ連邦共和国）